# جون أوكونور (لاعب كريكت بريطاني)
جون أوكونور (23 فبراير 1867 في المملكة المتحدة - 13 يوليو 1936 في المملكة المتحدة) (بالإنجليزية: John O'Connor)‏ هو لاعب كريكت بريطاني (وحمل سابقاً جنسية المملكة المتحدة لبريطانيا العظمى وأيرلندا). لعب مع نادي مقاطعة ديربيشاير للكريكت ‏.